# Entegris
 (février 2019).
Entegris Inc est une entreprise américaine spécialisée dans la chimie pour la fabrication de semi-conducteurs.

## Histoire
Elle est issue en 2000 de la fusion entre Fluoroware et EMPAK. 
En 2005, l'entreprise fusionne avec Mykrolis, l'ancienne division Microélectronique de Millipore, laquelle apporte l'expertise en matière de filtration et de purification des fluides.
En 2014, elle acquiert ATMI pour 1,15 milliard de dollars, ce qui complète son offre de chimies de spécialité pour la microélectronique.
En janvier 2019, Entegris annonce l'acquisition de Versum pour 4 milliards de dollars. Cette acquisition ne sera pas finalisée, Merck KGaA ayant surenchéri et l'ayant emporté.
En décembre 2021, Entegris annonce l'acquisition de CMC Materials pour 6,5 milliards de dollars.

## Activité
- Chimie de spécialités et matériaux spéciaux : produits chimiques, des gaz, des matériaux et des systèmes de distribution pour les semi-conducteurs et autres procédés de fabrication.
- Manutention des matériaux avancés : solutions pour la surveillance, la protection, le transport et la livraison de produits chimiques et de substrats liquides critiques pour un ensemble d'applications dans l'industrie des semi-conducteurs et autres industries de haute technologie.
- Contrôle de microcontamination :  solutions pour purifier les produits chimiques liquides critiques et les gaz utilisés dans les procédés de fabrication de semi-conducteurs et d'autres industries de haute technologie
- Solutions de planarisation avancées : produits chimiques, consommables et abrasifs en suspension (slurries) utilisés pour le polissage mécano-chimique (CMP) lors de la fabrication des semi-conducteurs.

## Principaux actionnaires
Au 26 septembre 2021 :
| T. Rowe Price Associates Investment Management | 11,3% |
| The Vanguard Group                             | 9,05% |
| Select Equity Group                            | 5,01% |
| JPMorgan Investment Management                 | 4,70% |
| BlackRock Advisors                             | 3,51% |
| The London Company of Virginia                 | 2,94% |
| PRIMECAP Management                            | 2,59% |
| Principled Capital Management                  | 2,59% |
| BlackRock Fund Advisors                        | 2,38% |
| Findlay Park Partners                          | 2,34% |